# Addington (Kent)
Addington is een civil parish in het bestuurlijke gebied Tonbridge and Malling, in het Engelse graafschap Kent. Het dorp werd reeds in het Domesday Book van 1086 vermeld, met een bevolking van 25 huishoudens en twaalf acres aan weiland.
Van de aan Margaretha van Antiochië gewijde dorpskerk stammen de oudste delen uit circa 1100. In de dertiende en veertiende eeuw werden delen toegevoegd en in 1858 werd een restauratie uitgevoerd. Het gebouw staat op de Britse monumentenlijst.